# No, porque me enamoro
No, porque me enamoro es una película mexicana de género comedia, drama y romance la cual esta dirigida por Santiago Limón y producida por Inna Payán y Luis Salinas, bajo la producción de la casa productora Animal de Luz Films.

## Sinopsis
Daniela (Sofia de Llaca), una chica con 19 años y con brackets consigue lo que siempre soñó, pero jamás imaginó: una cita con el hombre de sus sueños (y el de muchas chicas más), el irresistible, famoso, Dios de la música, Gabo Gabeau (Emiliano Zurita). Todo parece demasiado bueno para ser cierto, y lo es hasta que Gabo le pide un inesperado favor a Daniela que desencadenará en una serie de enredos entre enamoramiento, música y chantajes que la llevan a arriesgar el verdadero amor.
Tras conocerse un día, Gabo Gabeau le pide a Daniela, una de sus fans, que se acueste con su amigo Gerardo, pero la situación se sale de control.

## Reparto
- Sofía De Llaca como Daniela.
- Sheryl Rubio como Joanna.
- Emiliano Zurita como Gabo Gabeau.
- Román Torres como Gerardo
- Yuriria del Valle como Nora
- Nath Campos como Melissa
- Roberto Beck como Pato
- Diana Bovio como Alicia
- Marianna Burelli como Marianna
- Juanita Carvajal como Emilia